# ピーター・トムソン
ピーター・トムソン（Peter William Thomson AO CBE、1929年8月23日 - 2018年6月20日）は、オーストラリアのプロゴルファー。全英オープン選手権を5度制覇したことで知られる。

## 人物
トムソンはオーストラリアのブランズウィックで生まれ、13歳でゴルフを開始して、メルボルンのドライな強風と固い地面のゴルフ場で持ち球の低いドローボールに磨きをかけ、英国のリンクスでプレイする上で「特別な能力の補充は必要がなかった」という技量に到達、全英オープンに21歳（1951年）から参戦開始して初戦から6位タイの成績を収め、1954年（第83回大会、ロイヤルバークデール）、1955年（第84回大会、セント・アンドルーズ）、1956年（第85回大会、ロイヤルリバプール）、1958年（第87回大会、ロイヤルリザム＆セントアンズ）、および1965年（第94回大会、ロイヤルバークデール）に5度制覇した。トムソンは、全英オープンを20世紀に連続3年間勝った唯一の人物である（1883年のロバート・ファーガソン以来の3連覇）。また、1952、1953、1957年は全英オープン2位であり、1950年代の全英オープンでは生涯通算4度全英制覇のボビー・ロックを凌ぐ強さを誇った。1955年の全英オープン2勝目は、ボビー・ジョーンズが保持していた4日間通算の全英オープンコースレコードに4打優る71-68-70-72の281打での勝利であり、賞金額も大会史上初の4桁1000ポンドであった。1958年は、デーブ・トーマスとの36ホールのプレイオフを139対143の4打差で制して全英オープン4勝目。1950年代の全英オープンでの活躍は有力な米国人選手が出場しなかったからであるとの一部の批判があったが、1965年大会でジャック・ニクラスに9打差、アーノルド・パーマーに10打差、トニー・レマに4打差で全英オープン5勝目を挙げ、風評を一掃した。日本ツアーでは、1969年と1972年に「国際招待ゴルフ・中日クラウンズ」で優勝した他、1971年にはダンロップゴルフトーナメント、ウィザードトーナメント（2日間競技）でも優勝した。1988年に彼は世界ゴルフ殿堂入りした。
8年間にセント・アンドルーズで開催された大会に3勝、2位が1回という成績で、「セント・アンドルーズのスペシャリスト」の異名を得た。ヘンリー・コットンから伝授された「1番ホールが大事。1番ホールのドライバーショットは左に打って、18番ホールのフェアウェイにボールを置き、第2打はそこからグリーンをワイドに狙え」という攻略法を忠実に守ったという。セント・アンドルーズの1勝目は1954年9月のブリティッシュPGAマッチプレイ選手権であり、「私のイメージしていた通りのコース。とても穏やかで快適。まるで天国にいるような心持ち」とコメント。10ヶ月後のセント・アンドルーズ開催の全英オープンでは、風と高速グリーンに苦しめられ、最終日の14番ホール（パー5）で2つのバンカーに捕まり、5オン2パットの7でスコアを崩したが、15番ホールで約5mのバーディパットを決めて単独首位復帰、最終的には2位に2打差でセント・アンドルーズ2勝目を挙げ、「14番の7はミスだ。しかし、そこから弱気にならず、かつ、用心深く帰ってくることができた」とコメント。1957年のセント・アンドルーズ開催の第86回全英オープンはボビー・ロックに次ぐ2位となり、「優勝者と2位との差は、メンタルな差以外なにもない」とコメント。1962年、欧州ツアーのマーティニ・インターナショナルでセント・アンドルーズ3勝目を挙げた。
1995年に開設されたセント・アンドルーズ唯一の非リンクスコースであるザ・デュークスコースは、トムソンの設計によるものである。
2018年6月20日、パーキンソン病で死去。享年88であった。

## 主なプロ優勝歴

### PGAツアー
- 1954年：全英オープン
- 1955年：全英オープン
- 1956年：テキサス・インターナショナル・オープン、全英オープン
- 1958年：全英オープン
- 1965年：全英オープン

### オーストラレーシア優勝 (34)
- 1947 Australian Foursomes Shield (with H.R. Payne)
- 1948 Victoria Amateur Championship
- 1950 ニュージーランド・オープン
- 1951 オーストラリアン・オープン, ニュージーランド・オープン
- 1952 ビクトリアPGA, Mobilco Tournament
- 1953 ニュージーランド・オープン, ニュージーランドPGA, ビクトリアPGA
- 1954 Ampol Tournament
- 1955 ニュージーランド・オープン, Pelaco Tournament, Speedo Tournament
- 1956 Pelaco Tournament
- 1958 ビクトリア・オープン, Pelaco Tournament
- 1959 ニュージーランド・オープン, Pelaco Tournament, Cole 3,000 Tournament
- 1960 ニュージーランド・オープン, Wills Masters
- 1961 ニュージーランド・オープン, Adelaide Advertiser, NSWオープン
- 1965 ニュージーランド・オープン
- 1967 New Zealand Caltex Tournament, オーストラリアPGA, オーストラリアン・オープン
- 1968 南オーストラリアオープン, ビクトリア・オープン
- 1971 ニュージーランド・オープン
- 1972 オーストラリアン・オープン
- 1973 ビクトリア・オープン

### 欧州優勝 (28)
- 1954 ニューズ・オブ・ザ・ワールド・マッチプレー, 全英オープン
- 1955 全英オープン
- 1956 全英オープン
- 1957 ヨークシャー・イブニングニュース
- 1958 Dunlop Tournament (イングランド), Daks Tournament (tie with ハロルド・ヘニング), 全英オープン
- 1959 イタリアン・オープン, オープン・デ・エスパーニャ
- 1960 Daks Tournament, Bowmaker Tournament, ジャーマン・オープン, ヨークシャー・イブニングニュース
- 1961 ニューズ・オブ・ザ・ワールド・マッチプレー, ブリティッシュ・マスターズ, エッソ・ゴールデン (tied with Dave Thomas), ヨークシャー・イブニングニュース
- 1962 Piccadilly Tournament, Martini International
- 1965 Daks Tournament, 全英オープン
- 1966 ニューズ・オブ・ザ・ワールド・マッチプレー
- 1967 ニューズ・オブ・ザ・ワールド・マッチプレー, Alcan International
- 1968 ブリティッシュ・マスターズ
- 1970 Martini International (tie with ダグラス・セウェル)
- 1972 W.D. & H.O. Wills Tournament (United Kingdom)

Note: The Open Championship wins are repeated here. Only the last win was an official European Tour event as the tour formally started in 1972.

### シニアツアー
| No. | Date        | Tournament                                       | 優勝スコア           | 2位との差 | 2位（タイ）                              |
| --- | ----------- | ------------------------------------------------ | -------------------- | --------- | ---------------------------------------- |
| 1   | 16 Sep 1984 | World Seniors Invitational                       | −7 (69-69-69-74=281) | 1打差     | アーノルド・パーマー                     |
| 2   | 9 Dec 1984  | General Foods PGA Seniors' Championship          | −2 (67-73-74-72=286) | 3打差     | ドン・ジャニュアリー                     |
| 3   | 17 Mar 1985 | The Vintage Invitational                         | −7 (69-73-69-69=280) | 1打差     | ビリー・キャスパー, アーノルド・パーマー |
| 4   | 31 Mar 1985 | American Golf Carta Blanca Johnny Mathis Classic | −11 (70-64-71=205)   | 1打差     | ドン・ジャニュアリー                     |
| 5   | 5 May 1985  | MONY Senior Tournament of Champions              | −4 (70-70-71-73=284) | 3打差     | ドン・ジャニュアリー, Dan Sikes          |
| 6   | 9 Jun 1985  | The Champions Classic                            | −6 (68-72-70=210)    | 2打差     | ビリー・キャスパー, Jim Ferree           |
| 7   | 16 Jun 1985 | Senior Players Reunion Pro-Am                    | −14 (68-66-68=202)   | 2打差     | リー・エルダー                           |
| 8   | 21 Jul 1985 | MONY Syracuse Senior's Classic                   | −9 (70-64-70=203)    | 2打差     | ミラー・バーバー, ジーン・リトラー       |
| 9   | 18 Aug 1985 | du Maurier Champions                             | −13 (64-70-69=203)   | 1打差     | ベン・スミス                             |
| 10  | 15 Sep 1985 | United Virginia Bank Seniors                     | −9 (69-69-69=207)    | 4打差     | ジョージ・ラニング                       |
| 11  | 20 Oct 1985 | Barnett Suntree Senior Classic                   | −9 (70-68-69=207)    | 1打差     | チャーリー・シフォード                   |

### 日本優勝(4)
- 1969 国際招待ゴルフ・中日クラウンズ
- 1971 ダンロップトーナメント
- 1972 国際招待ゴルフ・中日クラウンズ
- 1976 ペプシ・ウィルソントーナメント

Note: Only the last win was an official Japan Tour event as the tour formally started in 1973.

### その他優勝(9)
- 1954 カナダカップ (with ケル・ネーグル)
- 1959 カナダカップ (with ケル・ネーグル)
- 1960 香港オープン
- 1964 インディアン・オープン, フィリピンオープン
- 1965 香港オープン
- 1966 インディアン・オープン
- 1967 香港オープン
- 1976 インディアン・オープン